# 南草滩街道
南草滩街道，是中华人民共和国新疆维吾尔自治区乌鲁木齐市天山区下辖的一个街道办事处。
2013年，乌鲁木齐市民政局批复同意设立南草滩街道办事处。

## 行政区划
南草滩街道下辖以下地区：
翠青社区、翠林社区和翠园社区。